# Tabanus cheliopterus
Tabanus cheliopterus är en tvåvingeart som beskrevs av Camillo Rondani 1850. Tabanus cheliopterus ingår i släktet Tabanus och familjen bromsar. Inga underarter finns listade i Catalogue of Life.